# Ernesto Castano
Ernesto Càstano (Cinisello Balsamo, 2 maggio 1939 – Torino, 5 gennaio 2023) è stato un calciatore italiano, di ruolo difensore. Con la nazionale italiana è stato campione d'Europa nel 1968.

## Biografia
Il fratello minore Giuseppe (1942) è stato a sua volta un calciatore, con una carriera nelle giovanili della Juventus e in seguito nelle serie minori italiane.

## Caratteristiche tecniche
Poteva giocare indifferentemente come stopper, libero o terzino, in un tourbillon tattico che si protrasse per l'intera carriera agonistica. Proprio tale duttilità, in un calcio che stava iniziando a porre sempre più attenzione anche sui sistemi difensivi, ne fece a posteriori un precursore nell'evoluzione vissuta dal ruolo del difensore centrale: «coraggioso, fisicamente prestante, dotato di un passo corto e rapido», si poneva come un elemento che, oltre alla marcatura, era capace di comandare l'intera retroguardia nonché proporsi occasionalmente anche in fase offensiva per cercare la rete.
Descritto come «carattere d'acciaio, ginocchia di cristallo», la sua carriera fu minata da numerosi infortuni: in particolare, seppe superare la rottura di tre menischi, in un'epoca in cui un simile infortunio poteva spesso significare la fine anticipata dell'attività.

## Carriera

### Giocatore

#### Club

Castano (in piedi, secondo da destra) nel Legnano della stagione 1956-1957

Cresciuto nella Balsamese, nel 1956 passò in Serie B al Legnano con cui si affermò immediatamente titolare nonostante fosse appena diciassettenne. L'anno successivo approdò alla Triestina, sempre tra i cadetti, con cui vinse il torneo cadetto del 1957-1958 prima di accasarsi l'estate seguente alla Juventus.
Coi piemontesi esordì in Serie A il 22 novembre di quell'anno contro il Bari, a vent'anni, quando i torinesi avevano appena vinto il loro decimo scudetto. Agli esordi a Torino, pur da rincalzo prese parte all'epopea del Trio Magico, che vide la squadra bianconera fare suoi i titoli italiani del 1960 e 1961 nonché le Coppe Italia del 1959 e del 1960.
Affermatosi negli anni seguenti tra i titolari, fino a divenire uno degli elementi più rappresentativi della Juventus degli anni 60, tra i suoi successi all'ombra della Mole si contano anche un'altra coppa nazionale, nel 1965 – anno in cui, inoltre, divenne il capitano dei piemontesi –, e soprattutto lo scudetto del 1967, rimasto nella memoria collettiva per il sorpasso all'ultima giornata sulla Grande Inter di Helenio Herrera, ad opera di una squadra bianconera «senza stelle, ma estremamente compatta, in qualche modo a immagine e somiglianza proprio di Castano».
Chiuse la carriera all'età di trentadue anni, nel 1971, dopo una manciata di presenze con il L.R. Vicenza.

#### Nazionale

Castano in nazionale

Nonostante nella Juventus fosse diventato titolare fisso solo nel 1962, già negli anni precedenti arrivò in nazionale, con cui scese in campo la prima volta il 29 novembre 1959 a Firenze nella sfida contro l'Ungheria.
In azzurro, pur giocando solo 7 partite nell'arco di un decennio (più 3 con la nazionale B), peraltro quasi tutte concentrate nel biennio 1968-1969, partecipò al vittorioso campionato d'Europa 1968 scendendo in campo dapprima nei quarti contro la Bulgaria, poi nella semifinale vinta al sorteggio contro l'Unione Sovietica e infine nella prima finale contro la Jugoslavia.

### Dopo il ritiro
Una volta chiusa l'attività agonistica tornò alla Juventus dove, nel corso degli anni 70, lavorò come allenatore nel settore giovanile.

## Statistiche

### Cronologia presenze e reti in nazionale
| Cronologia completa delle presenze e delle reti in nazionale ― Italia | Cronologia completa delle presenze e delle reti in nazionale ― Italia | Cronologia completa delle presenze e delle reti in nazionale ― Italia | Cronologia completa delle presenze e delle reti in nazionale ― Italia | Cronologia completa delle presenze e delle reti in nazionale ― Italia | Cronologia completa delle presenze e delle reti in nazionale ― Italia | Cronologia completa delle presenze e delle reti in nazionale ― Italia | Cronologia completa delle presenze e delle reti in nazionale ― Italia |
| Data                                                                  | Città                                                                 | In casa                                                               | Risultato                                                             | Ospiti                                                                | Competizione                                                          | Reti                                                                  | Note                                                                  |
| --------------------------------------------------------------------- | --------------------------------------------------------------------- | --------------------------------------------------------------------- | --------------------------------------------------------------------- | --------------------------------------------------------------------- | --------------------------------------------------------------------- | --------------------------------------------------------------------- | --------------------------------------------------------------------- |
| 29-11-1959                                                            | Firenze                                                               | Italia                                                                | 1 – 1                                                                 | Ungheria                                                              | Coppa Internazionale                                                  | -                                                                     |                                                                       |
| 20-4-1968                                                             | Napoli                                                                | Italia                                                                | 2 – 0                                                                 | Bulgaria                                                              | Qual. Euro 1968                                                       | -                                                                     |                                                                       |
| 5-6-1968                                                              | Napoli                                                                | Italia                                                                | 0 – 0 dts                                                             | Unione Sovietica                                                      | Euro 1968 - Semifinale                                                | -                                                                     |                                                                       |
| 8-6-1968                                                              | Roma                                                                  | Italia                                                                | 1 – 1 dts                                                             | Jugoslavia                                                            | Euro 1968 - Finale                                                    | -                                                                     |                                                                       |
| 23-10-1968                                                            | Cardiff                                                               | Galles                                                                | 0 – 1                                                                 | Italia                                                                | Qual. Mondiali 1970                                                   | -                                                                     |                                                                       |
| 1-1-1969                                                              | Città del Messico                                                     | Messico                                                               | 2 – 3                                                                 | Italia                                                                | Amichevole                                                            | -                                                                     |                                                                       |
| 29-3-1969                                                             | Berlino Est                                                           | Germania Est                                                          | 2 – 2                                                                 | Italia                                                                | Qual. Mondiali 1970                                                   | -                                                                     |                                                                       |
| Totale                                                                |                                                                       | Presenze                                                              | 7                                                                     |                                                                       | Reti                                                                  | 0                                                                     |                                                                       |

## Palmarès

### Club
- Campionato italiano di Serie B: 1

Triestina: 1957-1958
- Coppa Italia: 3

Juventus: 1958-1959, 1959-1960, 1964-1965
- Campionato italiano: 3

Juventus: 1959-1960, 1960-1961, 1966-1967

### Nazionale
- Campionato d'Europa: 1

Italia 1968